# Burak Deniz
Burak Deniz (ur. 17 lutego 1991 w Stambule) – turecki aktor.

## Życiorys
Urodził się w Stambule. Dorastał w İzmit. Po ukończeniu szkoły podstawowej i liceum, studiował historię sztuki na Çanakkale Onsekiz Mart University w Çanakkale. Kiedy został odkryty przez Gökçe Doruka Ertena, reżysera castingu w Stambule, uczęszczał na warsztaty aktorskie, gdy był jeszcze w liceum.
Rozgłos przyniosły mu seriale – Tatli Kucuk Yalancilar (2015), turecka wersja Słodkie kłamstewka, i Królowa jednej nocy (2016). Jednak prawdziwą sławę zdobył dzięki głównej roli Murata Sarsilmaza w serialu Miłosne potyczki (2016–2017). 
W 2017 został nagrodzony jako najlepszy aktor telewizyjny przez Uniwersytet Adnan Menderes. W 2018 po raz pierwszy wystąpił na kinowym ekranie jako punk rocker Ozan w melodramacie muzycznym Arada.

## Filmografia
| Rok       | Tytuł                  | Rola                |
| --------- | ---------------------- | ------------------- |
| 2011      | Kolej Günlüğü          | Onur                |
| 2012      | Sultan                 | Tarik               |
| 2013–2015 | Kaçak                  | Burak               |
| 2015      | Medcezir               | Aras                |
| 2015      | Tatli Küçük Yalancilar | Toprak              |
| 2016      | Królowa jednej nocy    | Mert                |
| 2016–2017 | Miłosne potyczki       | Murat Sarsilmaz     |
| 2017–2019 | Bizim Hikaye           | Savaş Aktan         |
| 2018      | Arada                  | Ozan                |
| 2020      | Yarim Kalan Aşkları    | Ozan                |
| 2021      | Maraşlı                | Celal Kün (Maraşlı) |
| 2022      | Le Fate Ignoranti      | Asaf                |